# Wayne Albee

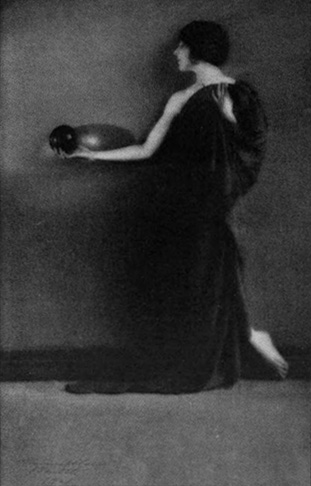
The Crystal, publikováno v: Charles K. Archer, „Pittsburgh Salon“ a časopisu American Photography, Vol. 15, č. 5, květen 1921

Wayne Clinton Albee (1882–1937) byl americký piktorialistický fotograf, nejznámější portréty tanečnic a tanečníků, jako například Adoplh Bolm z ruského baletního souboru Ballets Russes, baletka Anna Pavlovová nebo průkopníci moderního tance jako byli Doris Humphrey, Ted Shawn nebo Ruth St. Denis.

## Životopis
Albee začal v šestnácti letech pracovat v obchodě s fotografickými potřebami, který vlastnil Byron Harmon. Pokračoval v práci pro McBride Studios s obchodní partnerkou Ellou E. McBride. McBride se brzy stala známou fotografkou a připsala Albeemu vliv tím, že ji inspiroval k tomu, aby se naučila pořizovat vlastní fotografie. Byl také časným mentorem japonsko-amerických fotografů Franka Kunišigeho a Soičiho Sunamiho, kteří mu pomáhali v McBride Studios.
Byl neformálním poradcem spolku Seattle Camera Club a mnoho let působil také jako hlavní porotce uměleckých salonů Frederick and Nelson.
Spolek Seattle Camera Club bylo sdružení fotografů, které se z velké části skládalo z japonsko-amerických přistěhovalců. Vzhledem k jeho vzkvétající praxi v japonské komunitě v Seattlu mu jeho profesionální příjem umožňoval nejen soustředit se na fotografování, ale také převzít mnoho nákladů na založení a provoz klubu. Byl redaktorem klubového zpravodaje Notan, což v japonštině znamená Světlo a stín. Setkávali se každý měsíc na 508½ Main Street poblíž ordinace Dr. Koike. Na těchto setkáních si členové navzájem kritizovali tisky a diskutovali o aktuálních představách o fotografii. Dr. Koike zapisoval tyto diskuse do svého měsíčního bulletinu, stejně jako popisy fotografických výletů, které členové podnikali, jména členů, kteří vystavovali a komentáře o fotografii obecně. Mezi další významné členy spolku patřili: Soiči Sunami, Kjo Koike, Virna Hafferová, Frank Kunišige, Ella E. McBride, ale také fotograf českého původu Drahomír Josef Růžička. Klub prosperoval celkem pět let. S blížícím se koncem se počet členů v klubu začal snižovat, a to především kvůli rostoucím ekonomickým obtížím, které vedly až k velké hospodářské krizi v roce 1929. Mnoho členů zastávalo málo placená místa a se zvýšenými cenami a nedostatkem pracovních míst si již nemohli dovolit kupovat filmy nebo jiné fotografické potřeby. Dne 11. října 1929 se v klubu uskutečnilo rozloučení. Zúčastnilo se pouze 7 členů, kteří v té době formálně klub rozpustili. Všechny své fotografie a rozsáhlé záznamy ze Seattle Camera Club odkázal po své smrti členu klubu Iwaovi Macušitovi.

## Galerie

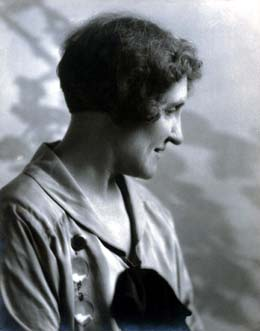
Fotografka Ella McBride, asi 1921
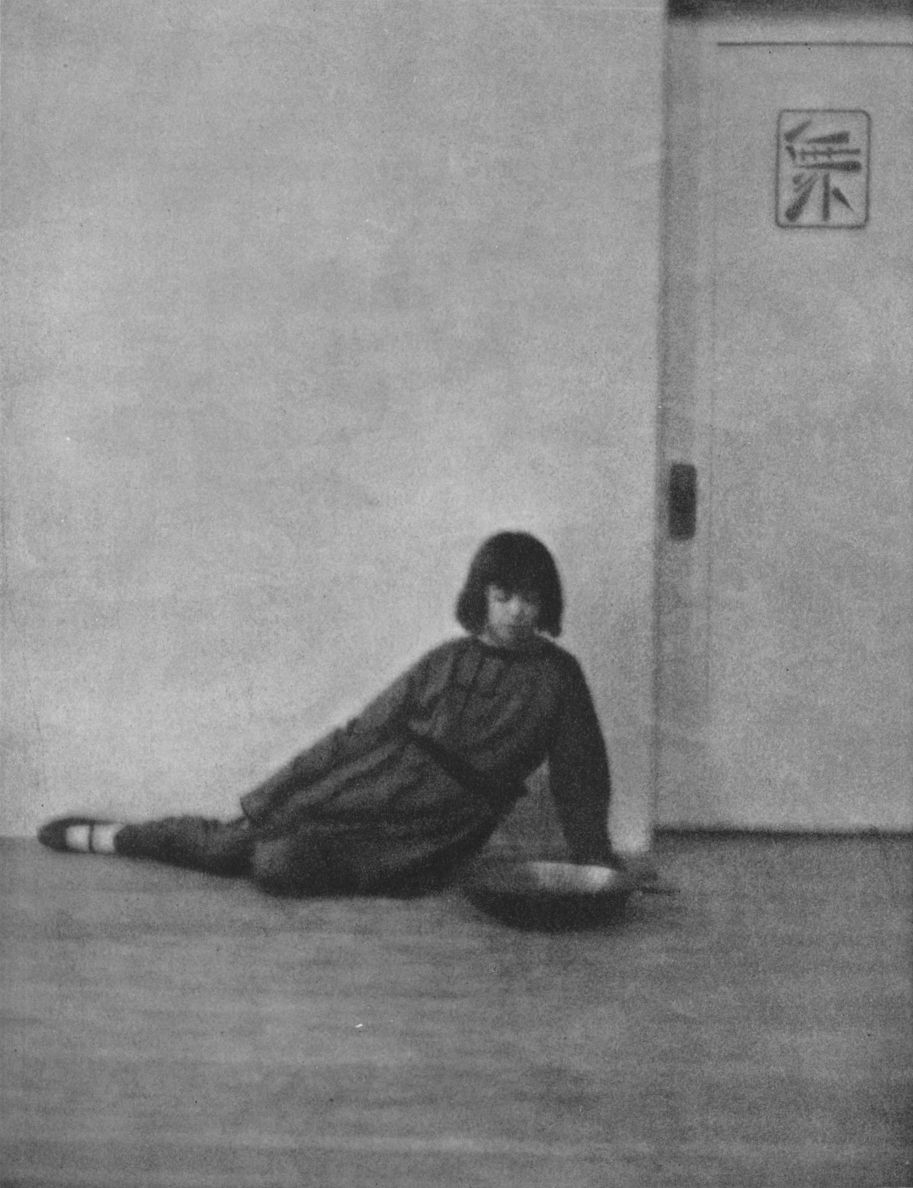
V tanečním studiu, 1922
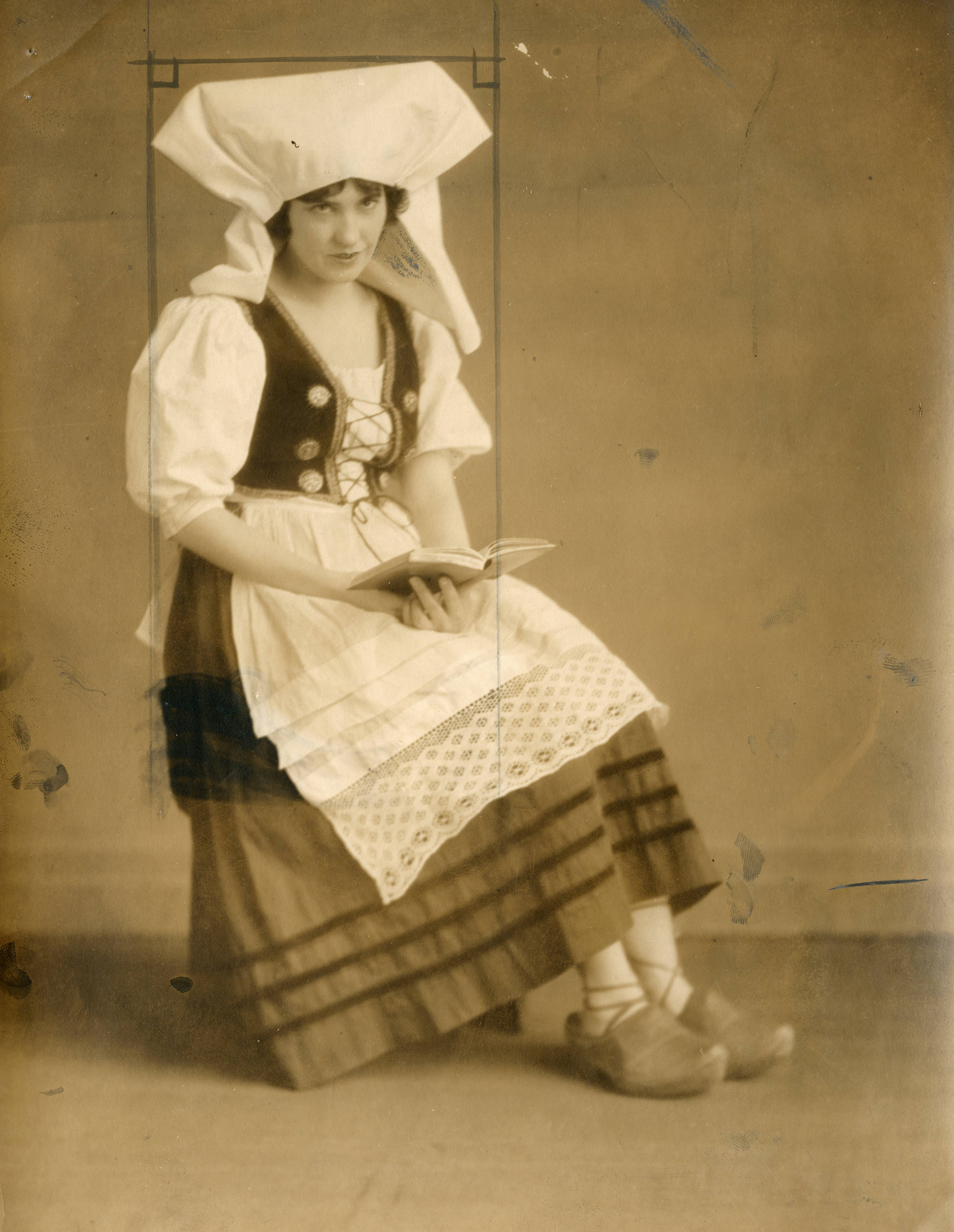
Mary Ann Robbins, herečka
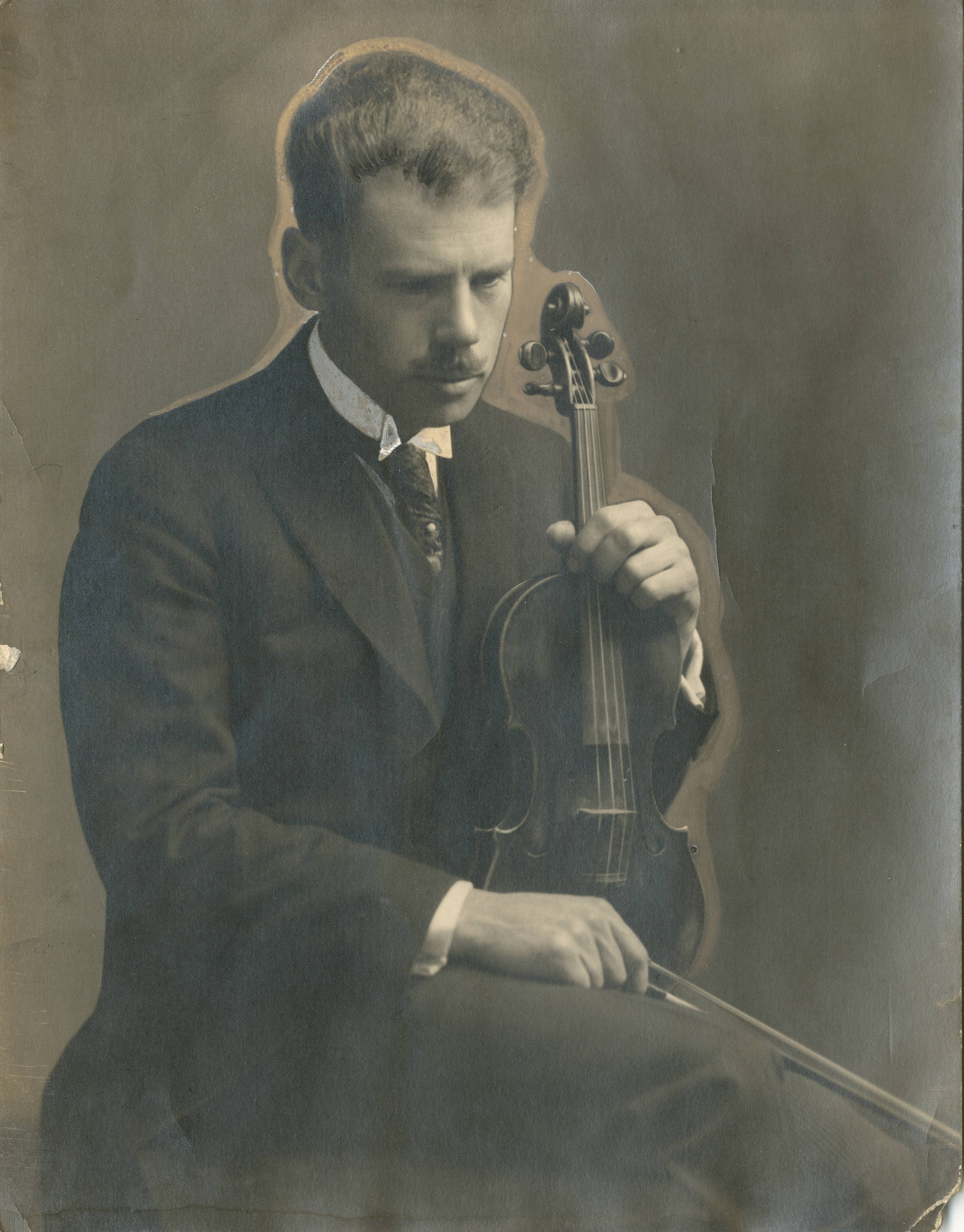
Francis S Armstrong, houslista ze Seattlu
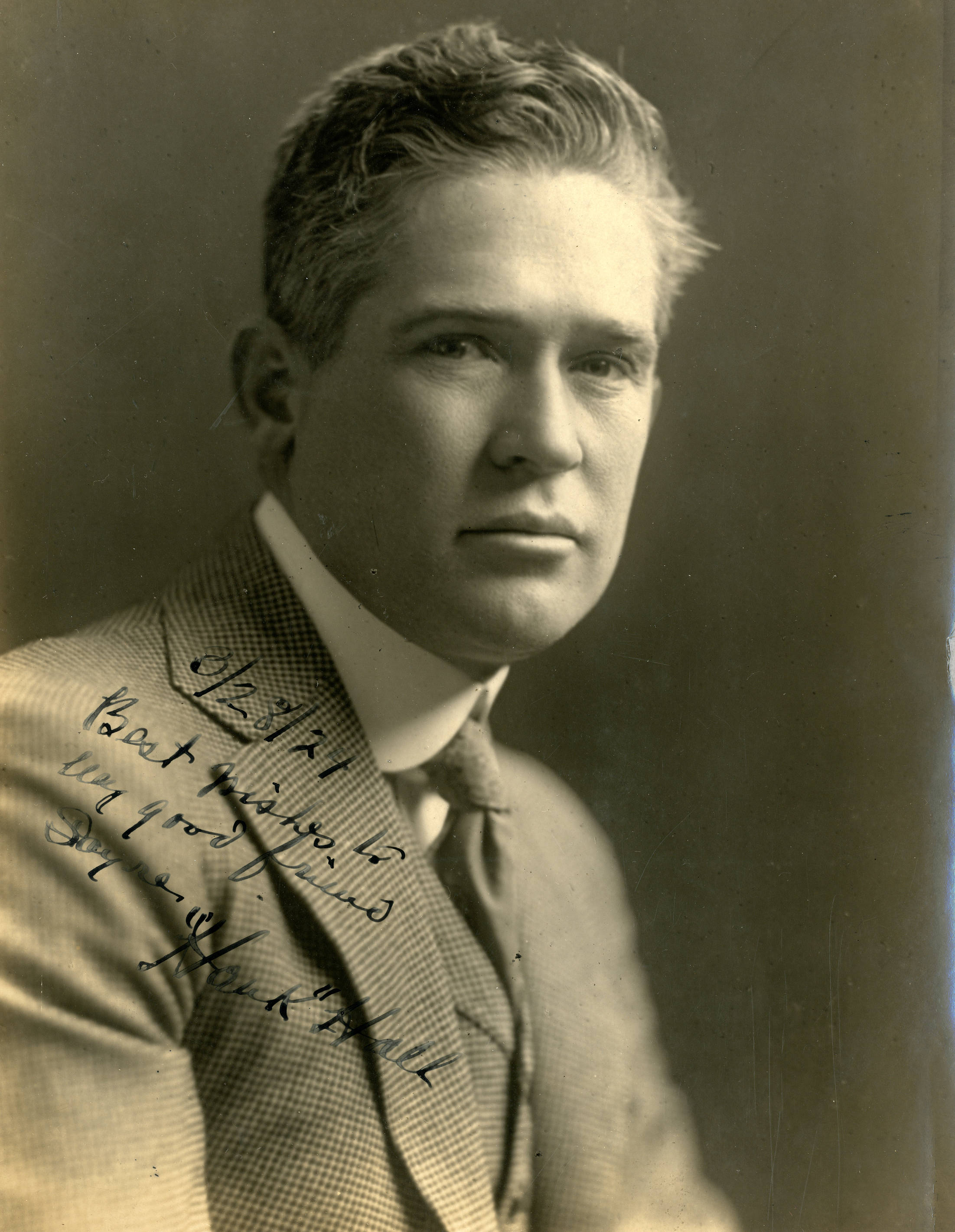
Henry Hall, herec